# Harry de Jong
Pour les articles homonymes, voir De Jong.
Harry de Jong (25 mars 1932-6 février 2014) est un homme politique canadien de la Colombie-Britannique. Il est député provincial créditiste de la circonscription britanno-colombienne de Central Fraser Valley de 1986 à 1991 et d'Abbotsford de 1991 à sa démission en 1994. Il occupe la fonction de ministre de l'Agriculture et de l'Aquaculture,,.

## Biographie
Né à Echten dans la province de Frise aux Pays-Bas, De Jong immigre au Canada après la Seconde Guerre mondiale avec ses parents. Ils s'établissent sur une ferme dans la région d'Abbotsford. Avec son épouse Ann, le couple opèrent une ferme laitière à Deroche (en). Durant le printemps de 1962, ils s'installent à Matsqui (en) et y opèrent également une ferme laitière.

### Carrière politique
En 1971, de Jong se lance en politique est sert comme conseiller municipal jusqu'en 1975, moment où il devient maire du district de Matsqui. En poste jusqu'en 1987, il est élu l'année précédente député créditiste de la circonscription Central Fraser Valley à l'Assemblée législative de la Colombie-Britannique.